# Centrale électrique virtuelle
Vous pouvez aider à l'améliorer ou bien discuter des problèmes sur sa page de discussion.
- Il ne cite pas suffisamment ses sources. Vous pouvez indiquer les passages à sourcer avec {{référence nécessaire}} ou {{Référence souhaitée}}, et inclure les références utiles en les liant aux notes de bas de page. (Marqué depuis février 2025)
- Son ton est trop promotionnel ou publicitaire, voire hagiographique. Le texte doit adopter un ton neutre et encyclopédique. (Marqué depuis février 2025)

- Archive Wikiwix
- Bing
- Cairn
- DuckDuckGo
- E. Universalis
- Gallica
- Google
- G. Books
- G. News
- G. Scholar
- Persée
- Qwant
- (zh) Baidu
- (ru) Yandex
- (wd) trouver des œuvres sur Wikidata

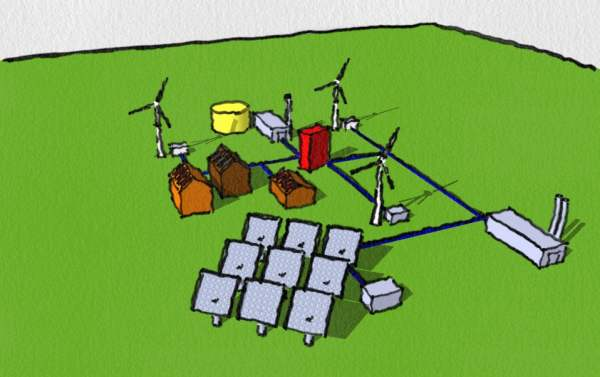
Représentation du concept de centrale électrique virtuelle.

Une centrale électrique virtuelle est une combinaison de petites sources d'énergie (ou de systèmes disponibles de stockage d'énergie), qui sont activées et optimisées par un système informatique au service d'un opérateur distributeur d'électricité ou des options d'achats auprès d'un producteur externe à l'entreprise de production.

## Description
La différence essentielle entre une production isolée et une production coordonnée de cette source d'énergie distribuée consiste en un réseau de communication et un poste de commande central capable d'optimiser la production en temps réel. Afin d'opérer une centrale électrique virtuelle, un opérateur de marché a besoin d'une équipe composée de spécialistes des marchés de l'énergie et d'observateurs météorologiques. En effet, une centrale électrique virtuelle est sollicitée lorsque le marché évolue : un pic de la demande lorsque le temps se gâte nécessite une augmentation de la production. L'opérateur de marché peut alors solliciter, à raison d'une fois par demi-heure, une augmentation de la production des centrales qui sont agrégées au sein de sa centrale électrique virtuelle.

## Exemple
Une centrale électrique virtuelle typique en France a la possibilité d'agréger la production de centrales hydrauliques, éoliennes, ou encore de centrales solaires et d'installations de biogaz. En réunissant la production de tous ces types de centrales, une telle centrale participe à la stabilisation du réseau électrique français. En effet, la centrale électrique virtuelle permet d'équilibrer l'offre et la demande ou d'ajuster la production d'une source d'énergie renouvelable dite « fiable » (hydraulique, biogaz) lorsque la production d'une installation d'énergie dite « fatale » (solaire, éolien) est plus faible que prévu, à cause de conditions météorologiques défavorables.